# God afton, Herr Wallenberg
God afton, Herr Wallenberg är en svensk film från 1990 i regi av Kjell Grede. I huvudrollerna ses Stellan Skarsgård, Katharina Thalbach och Károly Eperjes.

## Handling
Filmen handlar om Raoul Wallenbergs sista veckor i Budapest, från julen 1944 till januari 1945. Den centrerar kring två händelser; Raouls försök att befria ett tjugotal tillfångatagna människor på en lastbil och att rädda 65 000 människor som är instängda i ghettot.

## Om filmen
Filmen hade premiär den 5 oktober 1990. Den belönades med fyra Guldbaggar. Bästa film, bästa regi, bästa manus och bästa foto.

## Rollista (i urval)
- Stellan Skarsgård – Raoul Wallenberg
- Katharina Thalbach – Maria
- Károly Eperjes – Szamosi
- Miklós Székely – Ferenc Moser
- Erland Josephson – rabbinen
- Franciszek Pieczka – papa
- Jesper Christensen – officer vid Watteauplatsen
- Ivan Desny – Schmidthuber
- Géza Balkay – Vajna
- Percy Brandt – svenske ambassadören
- Tamás Jordán – man på Judiska rådet
- László Soós – Eichmann
- Tomas Norström – Andersson
- Lars Lindström – Bergström

Maria, Szamosi, Ferenc Moser, rabbinen och papa är tillagda figurer.

## DVD
Filmen gavs ut på DVD 2008.